# 창기병

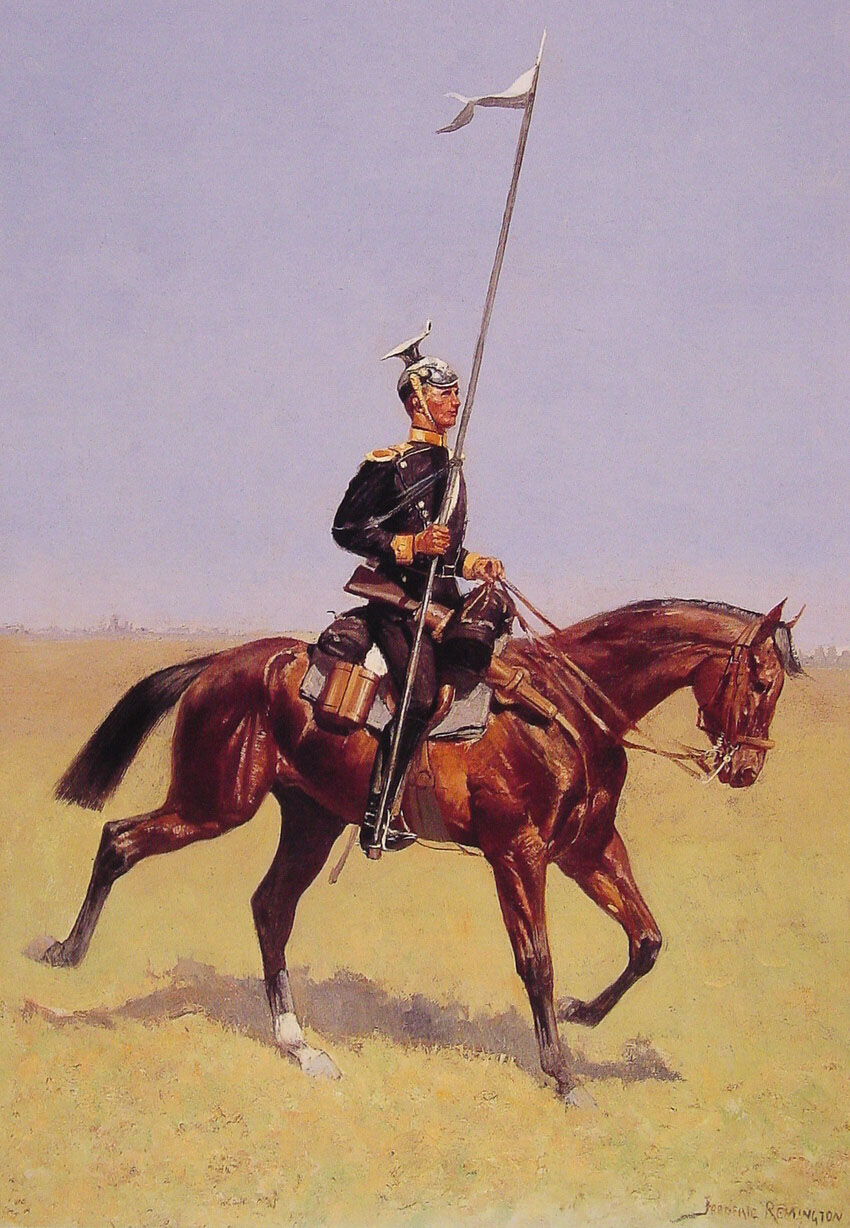
독일 창기병(울란).

창기병(槍騎兵, Lancer 랜서[*])은 랜스 또는 창으로 싸우는 기병형태이다.
창은 기원전 700년 상반년에 기마전에서 아시리아인들에 의해 쓰이었고 그후에 그리스, 마케도니아, 페르시아, 갈리아 그리고 로마 기병에 의해 쓰였다. 랜스는 중세와 르네상스 시대 중갑기병에 의해 유럽에서 넓은 범위에서 쓰였으며 동유럽에서 좀 더 얇고 때로는 더 긴 랜스가 주로 쓰였다.

## 17 ~ 19세기
창기병은 이 시기에 들어와서 모든 유럽 국가들, 오스만 제국과 인도 군대에서 기병의 주요역할을 맡았으나 오스만 제국 군대에서는 전투에서의 기동성을 늘이기 위하여 무거운 갑옷을 버리는 일이 늘어나고 있었기 때문에 잘 쓰이지 않았다. 폴란드 후사르는 유럽에서 갑옷을 사용하던 마지막 기병이었다. 18세기와 19세기시기에 기마전에서는 창의 가치를 놓고 광범한 논의를 하였다. 한 가지 주요한 예외는 폴란드에서 나타났는데 화기무기들의 지출비용때문에 폴란드 소작인들이 창을 다시 전통적인 무기로 사용하기 시작하였기 때문이었다. 워털루 전투에서 프랑스 창기병들의 랜스들은 거의 길이 3미터에 3kg 정도였다. 멕시코 - 미국 전쟁 시기 로스앤젤레스 공성전에서 캘리포니아 창기병대들은 미국 해병들을 쫓아버리고 일시적으로 도시를 재함락하였다. 물론 랜스가 돌격에서 매우 큰 영향력을 가지고 있지만 창기병들은 랜스가 근거리에서는 효과가 없는 약점으로 다른 기병에게 상처를 입기 쉽다. 19세기 후반기 많은 기병 부대들은 랜스의 초기 쇼크 공격과 군도의 근접전에 유익함을 고려하여 첫 번째 줄에 랜스를 든 기병과 두 번째 줄에 군도를 든 기병대를 배치하였다.

## 20세기 창기병들

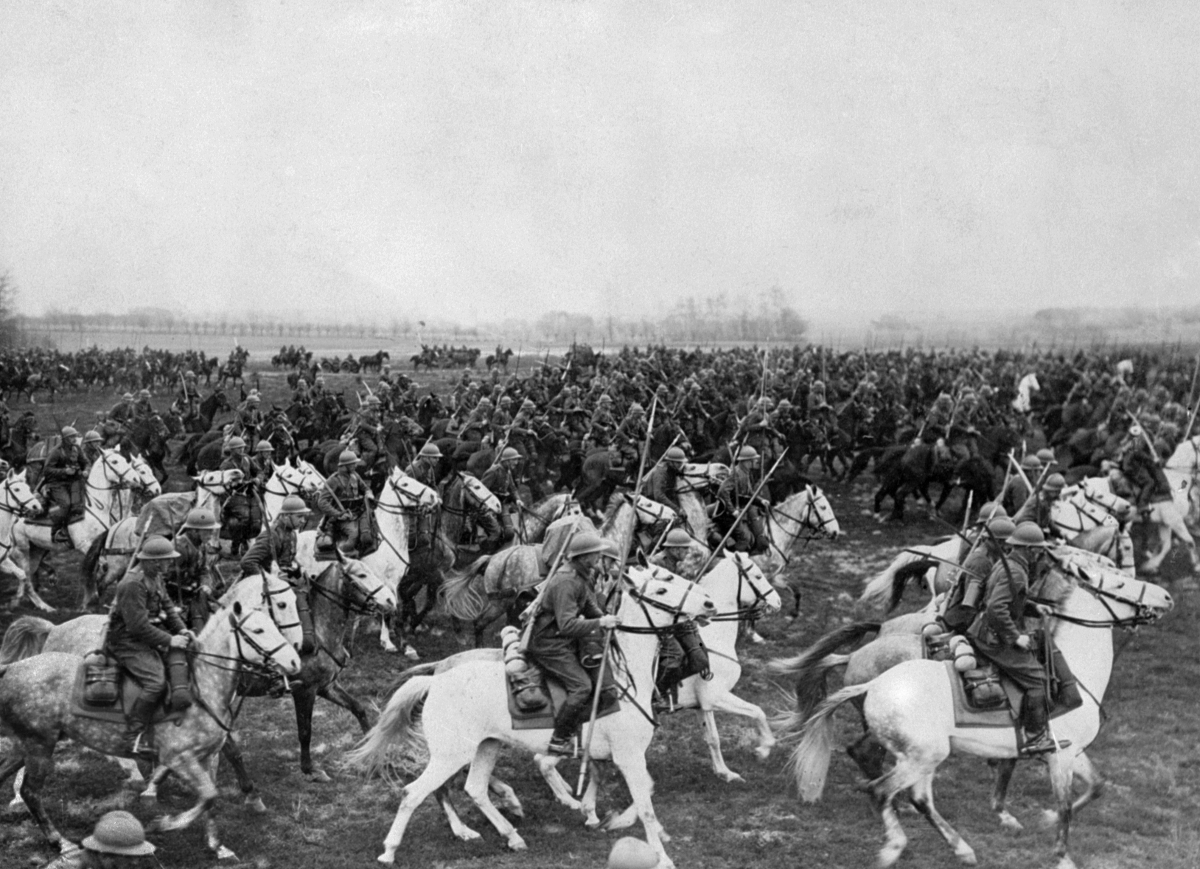
1930년대 폴란드 창기병 공격

1914년 무렵에 랜스는 여전히 영국, 인디언, 프랑스, 독일, 이탈리아, 포르투갈, 스페인, 일본, 터키, 벨기에, 러시아 군대에서 쓰이고 있었다.
독일 기병(후사르, 용기병, 흉갑기병등)들은 거의 모두 강철로 된 랜스를 그들의 초기무기로 여전히 유지하고 있었다. 전쟁의 폭발직전 랜스 또는 군도중 어느것이 가장 효과적인 기병무기인가를 놓고 논쟁이 벌어지였지만 어느 하나 현대 화기들에게는 경쟁 상대도 되지 못하였다. 제1차 세계대전시기에도 랜스는 여전히 사용되었으나 1914년 프랑스와 벨기에에서 초기 전투후 서부 전선에서 드물게 이용되곤 하였다. 동부 전선기병들은 여전히 전쟁에서 그들의 역할을 충분히 발휘하고 있었으며 랜스는 러시아, 독일, 오스트리아군대에 의해 제한적으로 사용되곤 하였다.
1920년대에 랜스는 예식상에서나 쓰여졌고 대부분 국가의 군대에서 무기로서의 그들의 활용은 중지되었다. 단 폴란드 기병은 1934년까지 랜스를 그들의 무기로서 사용하였으며 그것은 제2차 세계대전 발발 직전까지도 훈련용 무기로서 사용되었다.

## 같이 보기
- 반창기병
- 철갑기병
- 헤타이로이